# Ziersdorf
Ziersdorf ist eine Marktgemeinde mit 3349 Einwohnern (Stand 1. Jänner 2025) im Bezirk Hollabrunn in Niederösterreich.

## Geografie
Ziersdorf liegt im Weinviertel in Niederösterreich. Die Fläche der Marktgemeinde umfasst 48,71 Quadratkilometer. Davon sind 62 Prozent landwirtschaftliche Nutzfläche, 7 Prozent Weingärten und 20 Prozent der Fläche sind bewaldet.

### Gemeindegliederung
Das Gemeindegebiet umfasst folgende neun, bis auf Ziersdorf (Markt) als Dorf qualifizierte Ortschaften (in Klammern Einwohnerzahl Stand 1. Jänner 2025):
- Dippersdorf (88)
- Fahndorf (173)
- Gettsdorf (231)
- Großmeiseldorf (406)
- Hollenstein (95)
- Kiblitz (131)
- Radlbrunn (391)
- Rohrbach (212)
- Ziersdorf (1622)

Die Gemeinde besteht aus den Katastralgemeinden Dippersdorf, Fahndorf, Gettsdorf, Großmeiseldorf, Hollenstein, Kiblitz, Radlbrunn, Rohrbach sowie Ziersdorf.

### Nachbargemeinden
| Ravelsbach          | Sitzendorf an der Schmida                   |            |
| Hohenwarth-Mühlbach | Kompassrose, die auf Nachbargemeinden zeigt | Hollabrunn |
|                     | Großriedenthal (TU)                         | Heldenberg |

## Geschichte
Der Ort Ziersdorf wurde erstmals um 1100 als Cigeisdorf urkundlich erwähnt. Die ursprüngliche Hauptortsachse zog sich von Ost nach West durch die heutige Hollabrunner Straße und die alte Kellergasse entlang eines alten Handelsweges. Entlang dieser Straße findet man auch heute die ältesten noch erhaltenen Häuser des Ortes.
Erst mit dem Bau der k.u.k.-Reichsstraße, die von der kaiserlichen Reichshauptstadt Wien kommend, von Süd nach Nord durch Ziersdorf gebaut wurde, erhielt der Ort seine neue Hauptachse. An der wichtigen Hauptverkehrsstrecke der österreichischen Monarchie gelegen, wuchs der Ort und übertraf auch langsam seine bis dahin größer gewesenen Nachbarorte.
Mit dem Bau der kaiserlichen Eisenbahnstrecke Kaiser-Franz-Josefs-Bahn erhielt der Ort eine zusätzliche Verkehrsader, die das Wachstum des Ortes weiter steigerte. Wegen des lehmreichen Bodens entstanden in Ziersdorf zahlreiche Ziegelöfen, die lange Zeit den Ort und seine Bevölkerung prägten. Durch die Ziegel erzeugenden Betriebe entstand ein Zuzug an Arbeitern nach Ziersdorf. Die Gemeinde wurde größer und erhielt das Marktrecht. Heute ist von der ziegel-erzeugenden Geschichte Ziersdorfs nahezu nichts mehr zu sehen; die Gemeinde errichtete jedoch ein Ziegelmuseum, in welchem an die Geschichte der Ziegelmachertradition erinnert wird und die Standorte der ehemals auf dem Gemeindegebiet vorhandenen 21 Ziegelöfen dokumentiert werden.
Im Zuge der NÖ. Kommunalstrukturverbesserung wurden am 1. Jänner 1966 die ehemaligen Gemeinden Gettsdorf und Hollenstein, 1969 Dippersdorf, 1971 Fahndorf, Kiblitz, Radlbrunn, Rohrbach und 1972 Großmeiseldorf nach Ziersdorf eingemeindet.

### Einwohnerentwicklung
Die Zunahme der Bevölkerungszahl zwischen 1991 und 2001 beruht auf einer starken Zuwanderung, die Geburtenbilanz war nur leicht positiv.
| Ziersdorf: Einwohnerzahlen von 1869 bis 2025        | Ziersdorf: Einwohnerzahlen von 1869 bis 2025 | Ziersdorf: Einwohnerzahlen von 1869 bis 2025 | Ziersdorf: Einwohnerzahlen von 1869 bis 2025 | Ziersdorf: Einwohnerzahlen von 1869 bis 2025 |
| --------------------------------------------------- | -------------------------------------------- | -------------------------------------------- | -------------------------------------------- | -------------------------------------------- |
| Jahr                                                |                                              |                                              |                                              | Einwohner                                    |
| 1869                                                | 1869                                         |                                              | 3.261                                        | 3.261                                        |
| 1880                                                | 1880                                         |                                              | 3.505                                        | 3.505                                        |
| 1890                                                | 1890                                         |                                              | 3.530                                        | 3.530                                        |
| 1900                                                | 1900                                         |                                              | 3.758                                        | 3.758                                        |
| 1910                                                | 1910                                         |                                              | 4.000                                        | 4.000                                        |
| 1923                                                | 1923                                         |                                              | 3.580                                        | 3.580                                        |
| 1934                                                | 1934                                         |                                              | 3.679                                        | 3.679                                        |
| 1939                                                | 1939                                         |                                              | 3.627                                        | 3.627                                        |
| 1951                                                | 1951                                         |                                              | 3.540                                        | 3.540                                        |
| 1961                                                | 1961                                         |                                              | 3.209                                        | 3.209                                        |
| 1971                                                | 1971                                         |                                              | 3.184                                        | 3.184                                        |
| 1981                                                | 1981                                         |                                              | 2.999                                        | 2.999                                        |
| 1991                                                | 1991                                         |                                              | 3.060                                        | 3.060                                        |
| 2001                                                | 2001                                         |                                              | 3.330                                        | 3.330                                        |
| 2011                                                | 2011                                         |                                              | 3.300                                        | 3.300                                        |
| 2021                                                | 2021                                         |                                              | 3.400                                        | 3.400                                        |
| 2025                                                | 2025                                         |                                              | 3.349                                        | 3.349                                        |
| Quelle(n): Statistik Austria, Gebietsstand 1.1.2021 |                                              |                                              |                                              |                                              |

## Kultur und Sehenswürdigkeiten

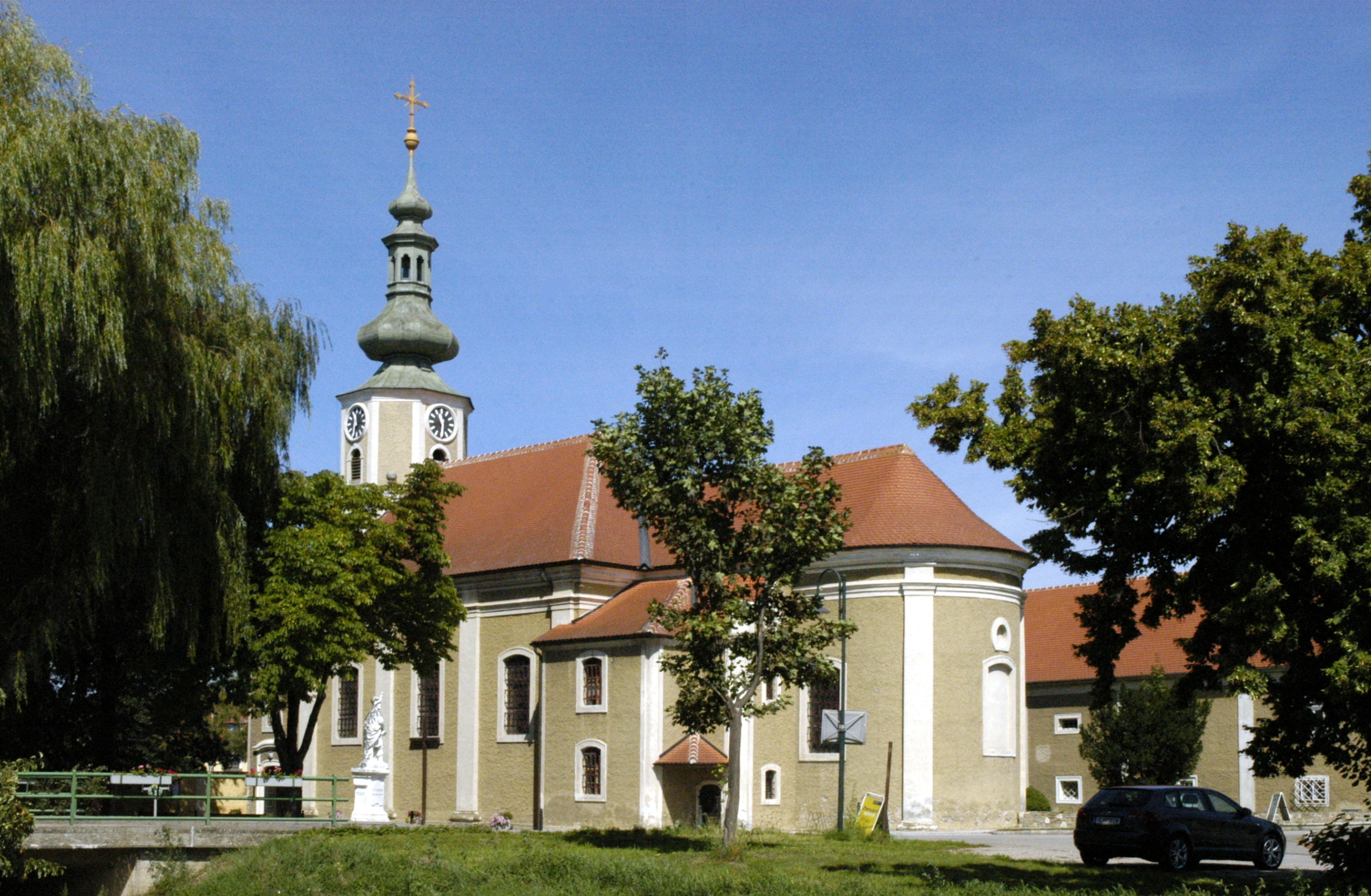
Pfarrkirche Gettsdorf

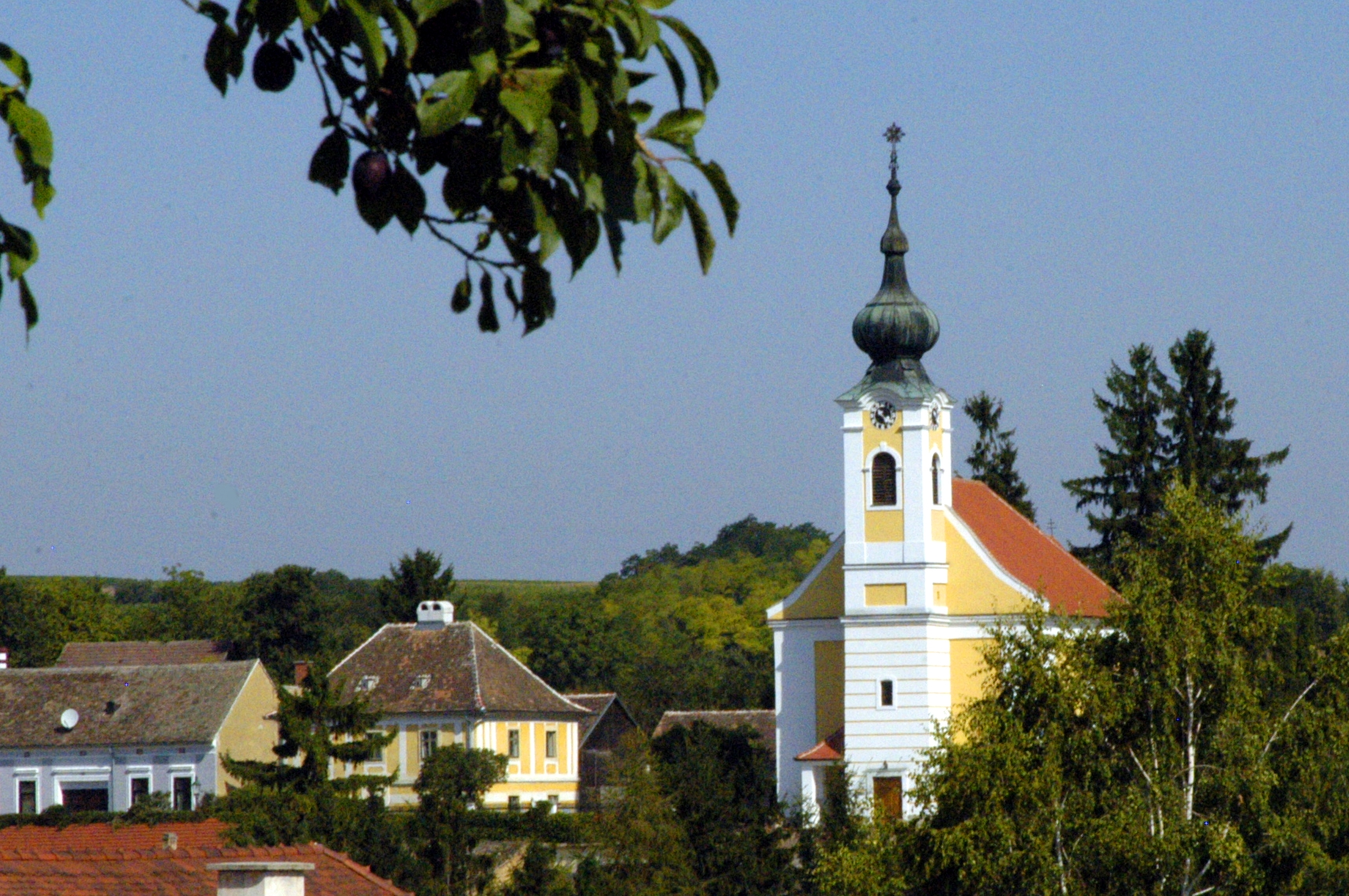
Pfarrkirche Großmeiseldorf

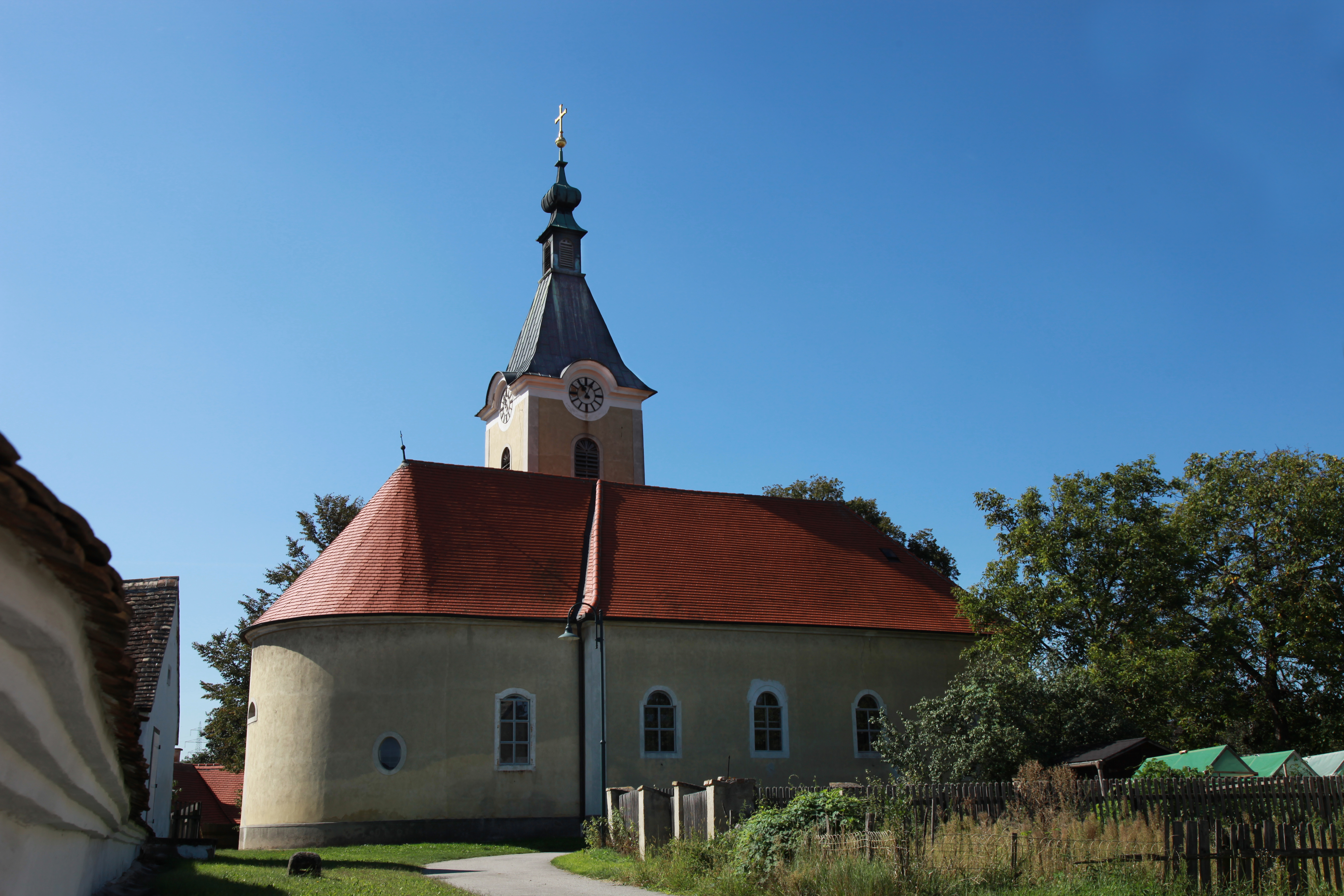
Pfarrkirche Radlbrunn

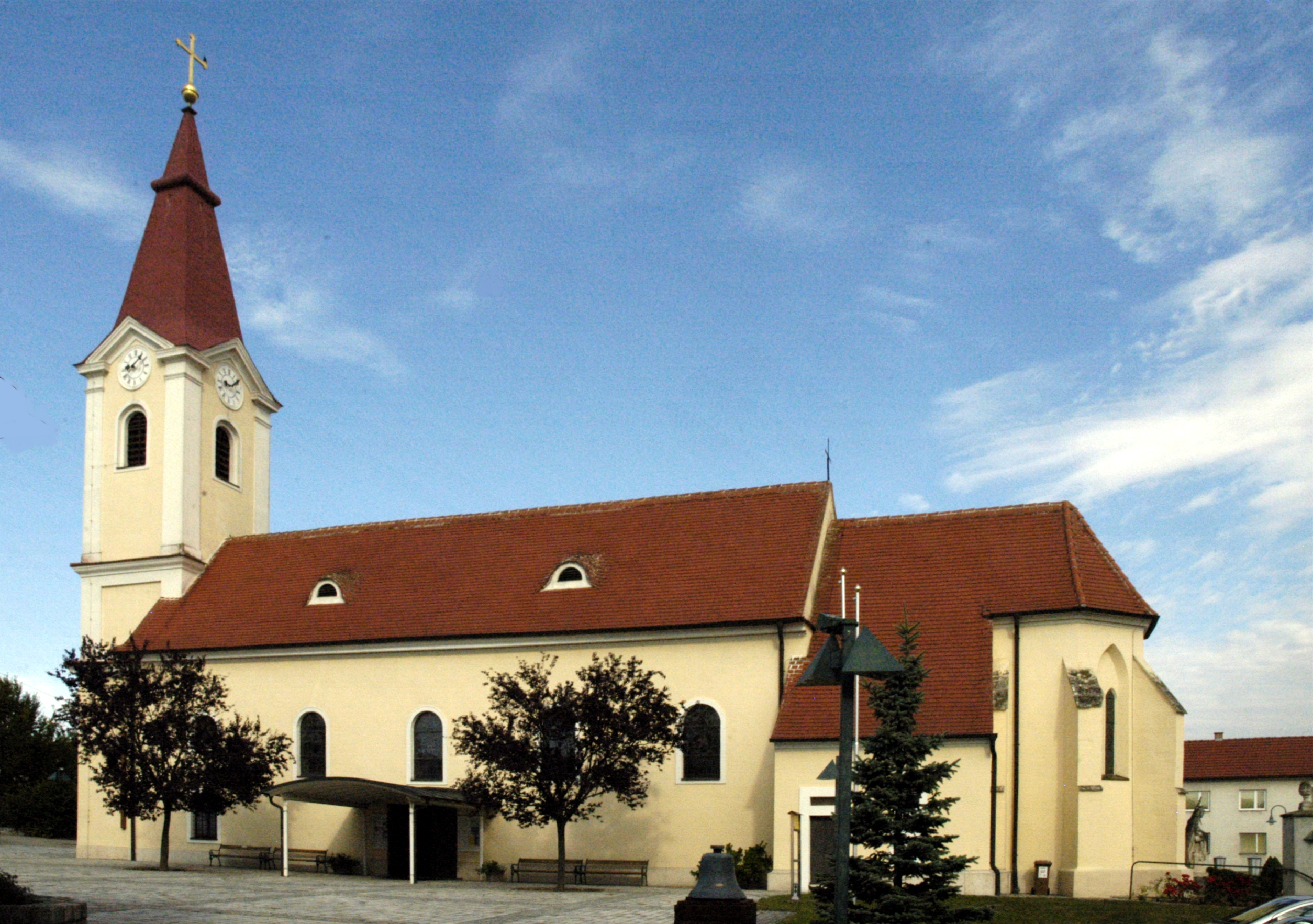
Pfarrkirche Ziersdorf

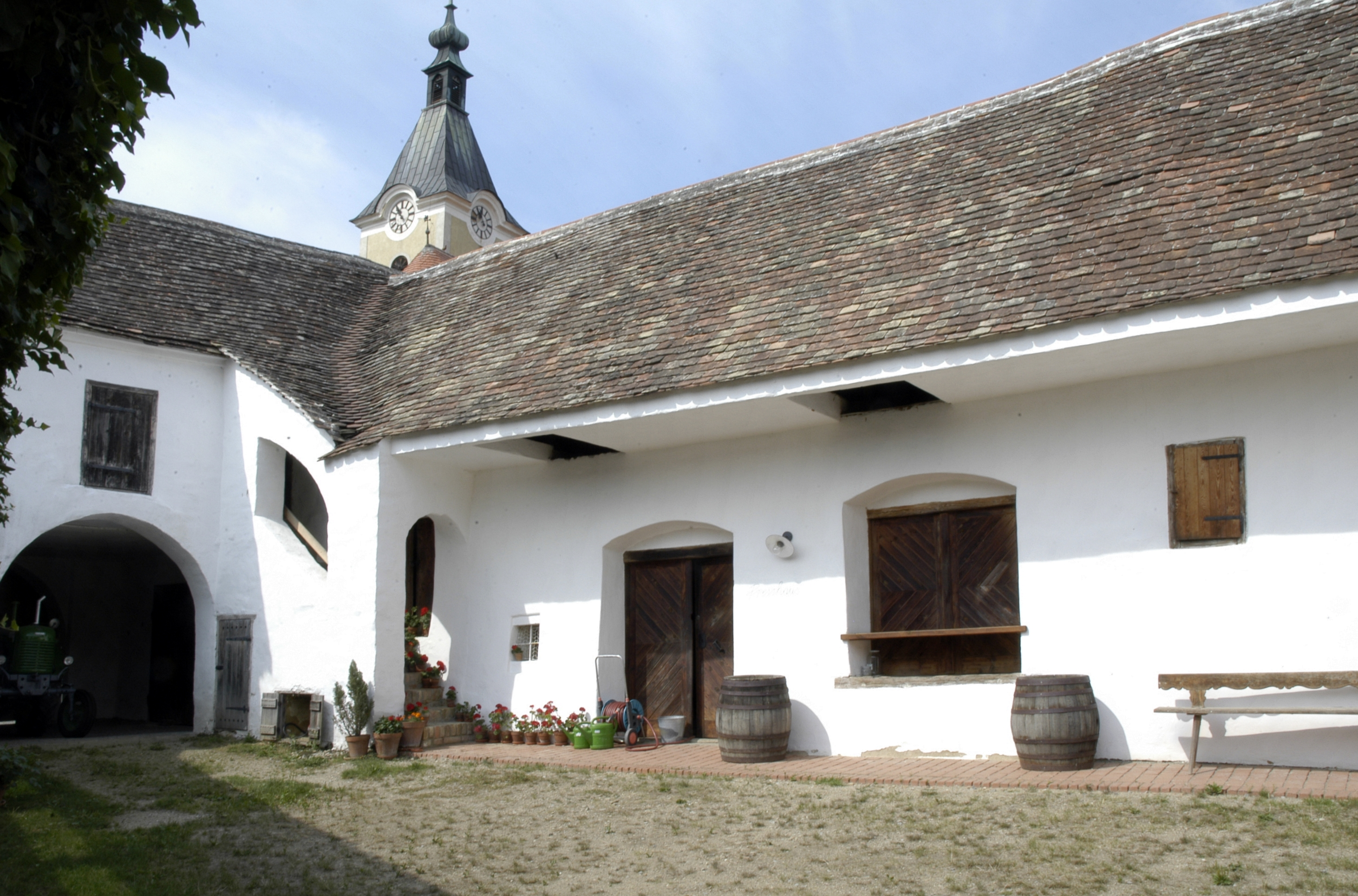
Brandlhof in Radlbrunn

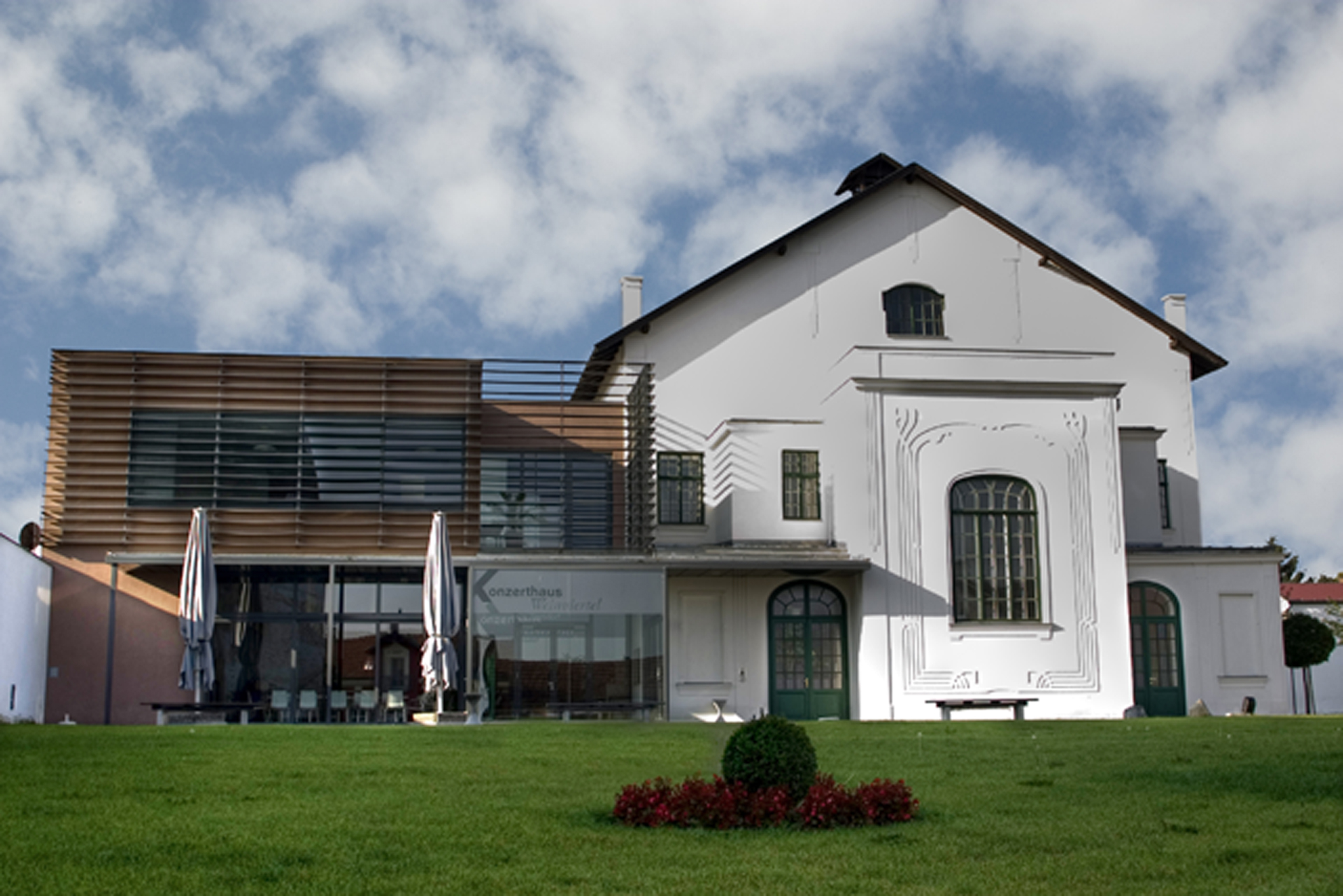
Konzerthaus Weinviertel

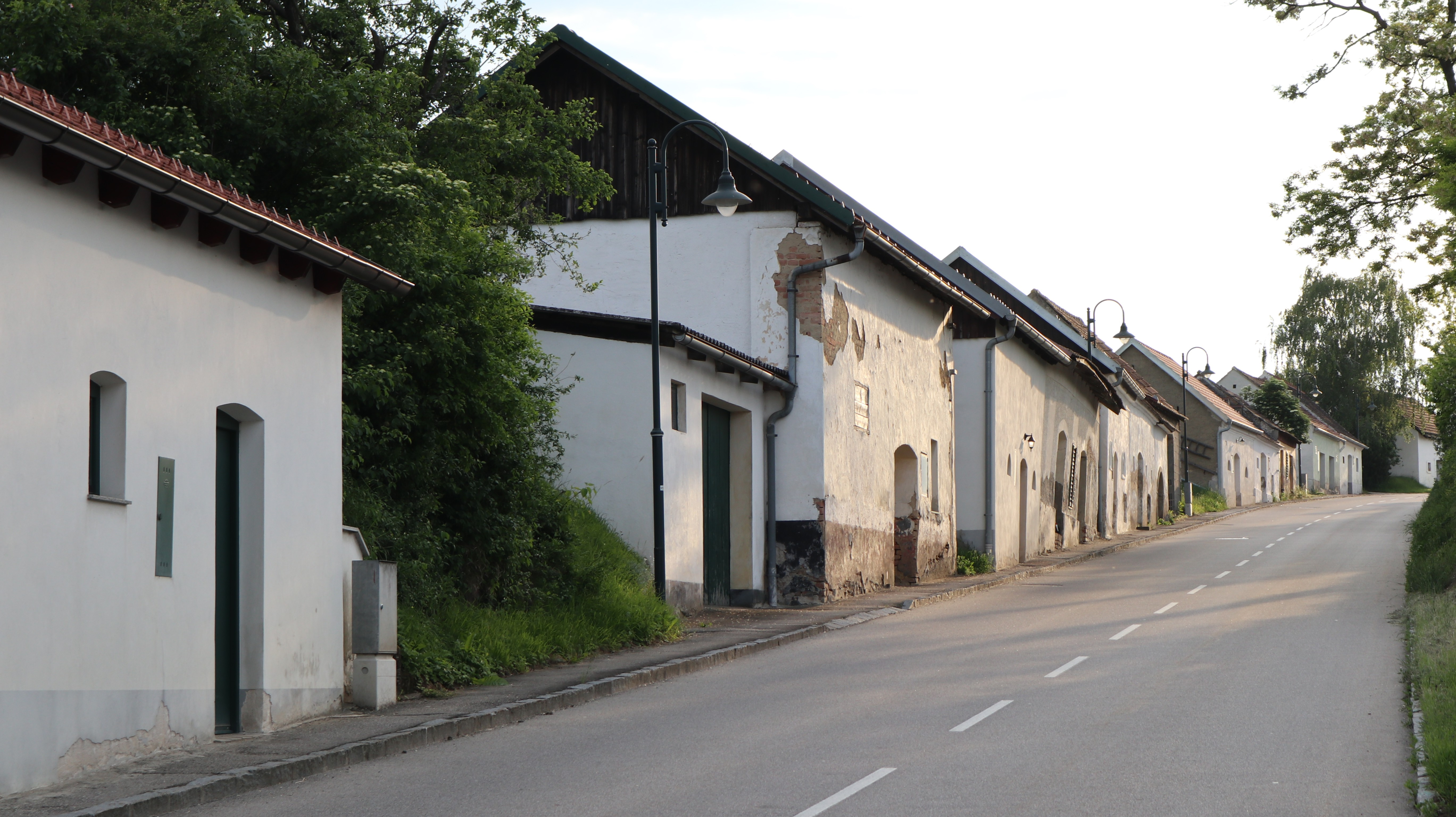
Kellergasse in Fahndorf

- Katholische Pfarrkirche Fahndorf hl. Geist
- Katholische Pfarrkirche Gettsdorf hl. Valentin
- Katholische Pfarrkirche Großmeiseldorf hl. Dreifaltigkeit
- Katholische Pfarrkirche Radlbrunn hl. Johannes der Täufer
- Katholische Pfarrkirche Rohrbach bei Ziersdorf hl. Andreas
- Katholische Pfarrkirche Ziersdorf Hll. Wolfgang und Katharina
- Konzerthaus Weinviertel
- Brandlhof Radlbrunn
- Ziegelmuseum

## Wirtschaft und Infrastruktur
Im Jahr 2010 gab es 117 land- und forstwirtschaftliche Betriebe, davon waren 65 Haupterwerbsbetriebe, die 76 Prozent der Flächen bewirtschafteten. Im Jahr 1999 waren es insgesamt 179 Betriebe, davon 104 im Haupterwerb. Im Produktionssektor gab es 20 Betriebe, die 150 Arbeitnehmer beschäftigten, etwa zwei Drittel im Bau und ein Drittel mit der Herstellung von Waren. Der Dienstleistungssektor gab in 136 Betrieben 372 Menschen Arbeit. Etwa ein Drittel in sozialen und öffentlichen Diensten und ein Drittel im Handel (Stand 2011).

### Verkehr
- Bahn: Ziersdorf liegt an der Franz.Josefs-Bahn mit Direktverbindungen nach Wien, Gmünd und Ceske Velenice.[14]
- Straße: Durch die Marktgemeinde führt die Horner Straße B4, die auch Teil der Europastraße 49 ist.[15]

### Bildung
In Ziersdorf gibt es drei Kindergärten, eine Volksschule und eine Neue Mittelschule.

### Gesundheit
In der Marktgemeinde ordinieren praktische Ärzte und Fachärzte. Eine Apotheke befindet sich im Ortszentrum.

## Politik

### Gemeinderat
Der Gemeinderat hat 23 Mitglieder.
- Nach den Gemeinderatswahlen in Niederösterreich 1990 hatte der Gemeinderat folgende Verteilung: 15 ÖVP und 8 SPÖ.
- Nach den Gemeinderatswahlen in Niederösterreich 1995 hatte der Gemeinderat folgende Verteilung: 15 ÖVP und 8 SPÖ.[17]
- Nach den Gemeinderatswahlen in Niederösterreich 2000 hatte der Gemeinderat folgende Verteilung: 15 ÖVP, 7 SPÖ und 1 FPÖ.[18]
- Nach den Gemeinderatswahlen in Niederösterreich 2005 hatte der Gemeinderat folgende Verteilung: 14 ÖVP und 9 SPÖ.[19]
- Nach den Gemeinderatswahlen in Niederösterreich 2010 hatte der Gemeinderat folgende Verteilung: 16 ÖVP und 7 SPÖ.[20]
- Nach den Gemeinderatswahlen in Niederösterreich 2015 hatte der Gemeinderat folgende Verteilung: 16 ÖVP und 7 SPÖ.[21]
- Nach den Gemeinderatswahlen in Niederösterreich 2020 hatte der Gemeinderat folgende Verteilung: 17 ÖVP, 5 Team Harald Schörg-SPÖ und 1 FPÖ.[22]
- Nach den Gemeinderatswahlen in Niederösterreich 2025 hat der Gemeinderat folgende Verteilung: 16 ÖVP, 5 SPÖ und 2 FPÖ.[23]

### Bürgermeister
- 1879–1888 Franz Rigler

Großgemeinde Ziersdorf
- 1972–1981 Leopold Mantler (ÖVP), ab 1955 Bürgermeister von Großmeiseldorf

### Gemeindepartnerschaften
- Kürnbach, Deutschland[24]

## Persönlichkeiten

### Ehrenbürger
- 1995: Raimund Pfeifer († 2018), Bürgermeister von Ziersdorf 1982–1994[25]
- Erwin Pröll, Landeshauptmann außer Dienst[26]
- Hannes Bauer, ehemaliger Nationalrat[27]
- Johann Gartner, Bürgermeister von Ziersdorf 1999–2019[28]

### Söhne und Töchter der Gemeinde
- Tobias Gsur (1724–1794), Komponist, Kirchenmusiker, Mitglied der Wiener Hofkapelle
- Franz Rigler (1839–1914), Reichsratsabgeordneter
- Ignaz Stich (* 1863 in Fahndorf; † 1926 in St. Andrä), österreichischer Bibliothekar und Wiener Kommunalpolitiker (CS)[29]
- Konrad Hammetter (1898–1941), NSDAP-Kreisleiter des Kreises Marchfeld
- Erwin Pröll (* 1946 in Radlbrunn), ehemaliger österreichischer Politiker (ÖVP) und von 1992 bis 2017 Landeshauptmann von Niederösterreich
- Gerhard Ruiss (* 1951 in Ziersdorf), österreichischer Schriftsteller

### Personen mit Bezug zur Gemeinde
- Josef Pröll (* 1968 in Stockerau),[30] ehemaliger österreichischer Politiker (ÖVP) und Bundesminister für Finanzen und Vizekanzler
- Herbert Baumgartner (* 1970 in Hollabrunn), österreichischer Staatsmeister im Taekwondo
- Peter Schleicher (1945–2015), österreichischer Sänger und Musiker